# Sweet Thing (песня Чаки Хан)
«Sweet Thing» (рус. сладкая вещь) — песня Чаки Хан и Тони Мэйдена (группа Rufus), написана и впервые исполнена коллективом «Rufus featuring Chaka Khan» в 1975 году, занимала первые места в ритм-энд-блюзовых и поп-чартах.
В 1992 году песня была спета Мэри Джей Блайдж, её исполнение вошло в топ-40 лучших хитов и находилась на 25-й позиции в поп-чартах и на 11-й строчке в ритм-энд-блюзовых хит-парадах.
Также известна в исполнении американского саксофониста Бони Джеймса, песня дала название его четвёртому студийному альбому музыканта, на котором записана вторым треком. В интерпретации Бони Джеймса бэк-вокал и небольшую гитарную партию исполнил Тони Мэйден.